# Gellep-Stratum
Gellep-Stratum – dzielnica miasta Krefeld w Niemczech, w kraju związkowym Nadrenia Północna-Westfalia, w rejencji Düsseldorf.

## Populacja

### Demografia
Według spisu ludności z 2023 roku w dzielnicy Gellep-Stratum mieszkało 2447 mieszkańców, z czego 1207 to mężczyźni, a 1240 to kobiety. 2322 mieszkańców dzielnicy ma pochodzenie niemieckie, a 125 pochodzenie zagraniczne.